# Dendrochilum lumakuense
Dendrochilum lumakuense är en orkidéart som beskrevs av Jeffrey James Wood. Dendrochilum lumakuense ingår i släktet Dendrochilum och familjen orkidéer. Inga underarter finns listade i Catalogue of Life.